# Friedrich Ebert (politikus, 1871–1925)
Friedrich Ebert (Heidelberg, 1871. február 4. – Berlin, 1925. február 28.) szociáldemokrata politikus, a Német Császárság és a weimari köztársaság közötti átmeneti időszakban német kancellár, majd a köztársaság első elnöke volt. Az első világháború után elnökként számos nehézséggel találta magát szemben. Előbb a kommunisták ellen kellett küzdenie, majd a versailles-i békeszerződés miatt jelentősen visszaesett a pártja támogatottsága. A Kapp-puccs megakadályozta abban, hogy rendezze a szociáldemokraták hadsereggel való viszonyát és a Ruhr-válság újabb problémákat okozott számára. A problémákon végül (legalább részben) úrrá lett, de a folyamatos, ellene intézett politikai támadásoknak jelentős szerepe van abban, hogy 54 éves korában elhunyt.

## Élete

### Származása, korai évei és nézetei
Friedrich Ebert 1871. február 4-én született Heidelbergben. Édesapja szabómester volt. Ebert kitanulta a szíjgyártó mesterséget és vándor szíjgyártóként bejárta Németországot. Hamarosan csatlakozott a szociáldemokrata mozgalomhoz és szakszervezeti aktivista lett. Ebert az úgynevezett fokozatos-revizionista, liberális-szakszervezeti szocialista irányzatot képviselte anélkül, hogy mélyebb érdeklődést tanúsított volna a marxizmus ideológiai küzdelmei iránt. Figyelme mindig a német munkásosztály életkörülményeinek és szociális, valamint erkölcsi szintjének javítása felé irányult.

### Szociáldemokrata vezetőként
1905-ben Ebertet kinevezték Németország Szociáldemokrata Pártjának (SPD) főtitkárává. A párt taglétszáma és választói támogatottsága folyamatosan növekedett, valamint vagyoni helyzete is javult. Ebert a gépírás és az adatkezelő rendszer bevezetésével modernizálta a párt adminisztratív tevékenységét is, mivel korábban ez ebben a formában nem létezett a házkutatások miatti félelem miatt. 1913-ban Ebert vette át a pártelnöki pozíciót August Bebeltől. Vezetése alatt Németország Szociáldemokrata Pártja egyre inkább a német politikai élet egyik meghatározó elemévé vált.

### Az első világháború alatt
1914. augusztus 3-án Ebert volt az, aki nyomást gyakorolt az SPD-re a háborús kiadások támogatása céljából. A német szociáldemokraták nem különböztek a többi európai szociáldemokrata párttól, melyek inkább voltak nacionalisták, mint internacionalisták. A békére való törekvések erőtlenek maradtak, mivel a szociáldemokraták is feltétlenül támogatták a Német Császárság törekvéseit.
A párt egy része azonban nemsokára szembekerült az Ebert által megszabott irányvonallal. 1917 márciusában a párt frakciója kilépett a pártból és tagjai új pártot alapítottak Németország Független Szociáldemokrata Pártja néven. Az új párt keményen visszautasította a háborús kiadások támogatását és elvetették a német háborús törekvéseket. Az SPD-ből kiszakadó másik csoport pedig megalapította Németország Kommunista Pártját. Az SPD-ből kilépett személyek szociális forradalom megvalósítására törekedtek, míg Ebert és pártja parlamenti demokráciát akart bevezetni.
A Német Katolikus Középpárttal és a Német Demokrata Párttal együtt még a háború folyamán létrehozták az úgynevezett fekete-vörös-arany (Weimar) koalíciót, melyet az 1848-as liberális forradalom színeiről neveztek el. 1918 októberében, Ebert aktív részvételével és a fekete-vörös-arany koalíció támogatásával új kormányt alakítottak, amelynek vezetője Miksa badeni herceg volt kancellári minőségben. Ennek megvalósításához alkotmányjogi reformot hajtottak végre, amely mintegy előjele volt a weimari alkotmánynak. Mivel Ebert úgy érezte, hogy nincs szükség forradalomra a parlamentáris, demokratikus reformok meghozatalához, ezért mindent megtett, hogy azt elkerülje.

### Az 1918–19-es német forradalom alatt
Miksa kancellárnak később a következőket mondta: „Gyűlölöm a forradalmat, mint a bűnt.” Az 1918–19-es németországi forradalom azonban nem is a köztársaság, a demokrácia, vagy a szocializmus igénye miatt következett be, hanem a béke iránti vágy miatt. Akár igazuk volt, akár tévedtek az emberek elvesztették hitüket abban, hogy ezt a célt II. Vilmos német császár képes lesz elérni. A forradalom három nappal a békekötés előtt következett be és november 9-én eljutott Berlinbe is. Miksa ekkor felkérte Ebertet, hogy vegye át tőle a kancellári teendőket. Ebert, aki ekkor még bízott a császárban, elfogadta ezt a tisztséget. November 10-én azonban engedett a forradalmi nyomásnak és egy teljesen szocialista kormányt alakított az NSZP és az NFSZP képviselőivel.
A kormány a hatalmát a munkás- és katonatanácsokra alapozta, amelyek azt állították magukról, hogy a német népet és köztársaságot képviselik. A valóságban azonban a tanácsokat meglehetősen önkényesen választották meg és gyakorlatilag csak a berlini gyárak dolgozóit és ezredeit képviselték. Ebert a lehető legrövidebb időn belül a népképviseleti, valamint a munkás- és katonatanácsok által képviselt hatalmat egy szabadon és demokratikusan választott német parlament kezébe akarta letenni. Inkább egy mérsékelt, koalíciós kormány hatalomra kerülését szerette volna, mint egy szocialista kormányzást.

### A kommunisták elleni harca
Az 1919 januári választásokon a fekete-vörös-arany koalíció 85%-os támogatottságot ért el. A weimari köztársaság első kormánya, az ugyancsak szociáldemokrata Philipp Scheidemann kancellársága alatt, erre a hárompárti koalícióra épült. Az új német alkotmányt, amely Weimar városában született meg, weimari alkotmánynak nevezték el. A koalíció Ebertet választotta meg a köztársaság első elnökének. Ebert és Hugo Preuß alkotmányjogi professzor, aki részt vett az új alkotmány megalkotásában, az állam szerkezetének alapvető átalakítását akarta elérni. A régi német államok azonban sikerrel ellenálltak ezeknek az egységállam (Einheitsstaat) megvalósítására irányuló törekvéseknek. Ezek közül a legjelentősebb Poroszország volt.
Azok a csoportok és erők, amelyek addig a régi Németország alkotóelemeit képezték, a köztársaság első éveiben is érintetlenek maradtak. Ennek oka az volt, hogy a köztársaság a baloldali szocialisták és a kommunisták elleni véres küzdelemmel volt elfoglalva. A kommunisták és a spartakista felkelés elleni küzdelem rendkívül kimerítette a köztársaság erőit és ennek következtében elmaradtak azok az alapvető változások, amelyek a köztársaságot stabil alapra helyezték volna. A munkások nem voltak hajlandóak fegyveres erővel megvédeni a demokratikus rendszert, így Ebert és barátja Gustav Noske kénytelen volt igénybe venni a szabadcsapatok (Freikorps) segítségét. Ebben többnyire a régi hadsereg tisztjei szolgáltak. Részükről a kommunista felkelés leverését inkább a kommunizmus iránti gyűlölet, mint a köztársaság irányában érzett tisztelet motiválta. A régi hadsereg tisztjei alkották az új hadsereg, a Reichswehr alapját is. Velük és a régi tisztviselőkkel együtt a földbirtokos junkerek is túlélték a forradalmat és megőrizték befolyásukat.

### A versailles-i békeszerződés árnyékában

#### Választási vereség és a Kapp-puccs
Az 1920. június 6-án megtartott parlamenti választásokon a fekete-vörös-arany koalíció elvesztette a parlamenti többségét, melyet soha nem nyert vissza. A szociáldemokraták elvesztették a vezető szerepüket és megszűnt az a bázis, amire Ebert hatalma támaszkodott. A választási vereség oka gyakorlatilag a versailles-i békeszerződés volt. Ebben az időben a németek többsége, köztük Ebert is, azon az állásponton volt, hogy ennek a békeszerződésnek a célja Németország elpusztítása. Az ebből következő koalíciós vereség halálos csapást mért a weimari köztársaságra, bár ereje és stabilitása egyelőre változatlan maradt.
A versailles-i békeszerződés első következménye a Kapp-puccs volt, melyet szélsőséges nacionalisták szerveztek a köztársaság ellen. Ezek az elemek részben a hadseregből, részben a szabadcsapatokból szerveződtek, mivel a békeszerződés értelmében elbocsátották, illetve feloszlatták volna őket. A puccsra 1920. március 13-án került sor Wolfgang Kapp vezetése alatt. Kapp egy vidéki hivatalnok volt, aki a monarchia visszaállítását tervezte. A puccs ugyan néhány óra alatt összeomlott, de a hadsereg és a szociáldemokraták közötti kapcsolat rendkívül rossz maradt.

#### A Ruhr-válság és következményei

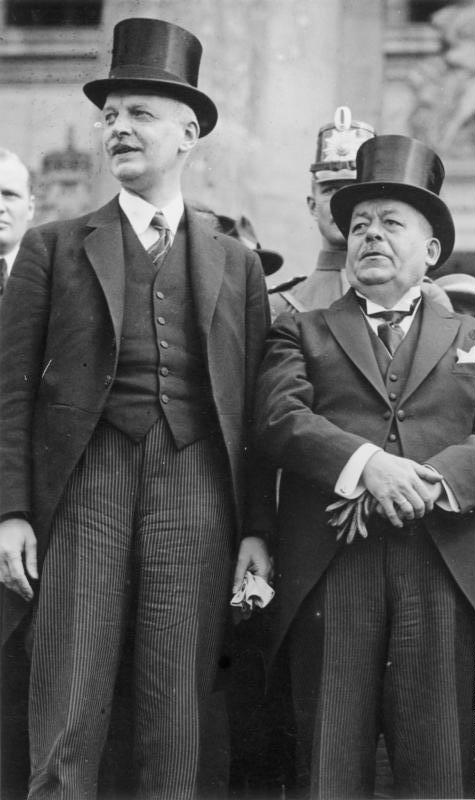
Wilhelm Cuno kancellár és Friedrich Ebert

Röviddel ezt követően a kormány egy majdnem végzetes válsággal kellett szembenézzen. 1923 januárjában Németország elmaradt a háborús jóvátétel egy részét képező szénszállítás teljesítésével. Franciaország erre úgy reagált, hogy megszállta a Ruhr-vidéket. Ebert, csakúgy mint majdnem minden német, támogatta a nemzeti ellenállást és az általános sztrájkot a Ruhr-vidéken, amely a megszálló erők távozását irányozta elő. Ez azonban további szenvedést okozott a németeknek és milliókat érintett. Az infláció riasztó méreteket öltött és az ország rendkívül súlyos szociális és politikai válságot élt át.
Adolf Hitler Münchenben puccskísérletet szervezett, amely gyorsan elbukott. Wilhelm Cuno, akit függetlenként a Ruhr-válság előestéjén neveztek ki kancellárrá és különösen élvezte Ebert bizalmát, tehetetlenül állt a válsággal szemben. Utóda Gustav Stresemann lett, aki végül úrrá lett a helyzeten. Ebert először bizonytalan és visszafogott volt vele szemben, később azonban fenntartás nélkül támogatta. Ebert a saját pártját is rendreutasította, amikor Stresemann az eredeti pártjánál jobboldalibb politikai szervezethez csatlakozott és a szociáldemokraták ezért kiléptek a koalícióból. Ez a kancellár lemondásához vezetett 1923 novemberében. Ezzel a szociáldemokraták hosszú időre kikerültek a német nemzeti politika irányításából.

#### A válság vége és Ebert halála
Az ország egységét sikerült megőrizni. Az inflációt sikerült pénzügyi reformmal megfékezni, valamint a jóvátétellel kapcsolatos problémákat is sikerült amerikai segítséggel (csökkentéssel) legalább részben megoldani. A Ruhr-vidék megszállásának megszüntetése is kilátásba került. Ennek ellenére Ebertet a német jobboldal jelentős része továbbra is támadta. Az a német bírósági ítélet, amely szerint legalább jogi értelemben hazaárulást követett el az első világháború során a lőszergyári munkások sztrájkjának támogatásával, hozzájárult halálához. 1925. február 28-án hunyt el Berlinben.